# Serra de São Miguel (tiểu vùng)
Serra de São Miguel là một tiểu vùng thuộc bang Rio Grande do Norte, Brasil. Tiều vùng này có diện tích 972 km², dân số năm 2007 là 58566 người.